# La battaglia di El Alamein
La battaglia di El Alamein è un film del 1969 diretto da Giorgio Ferroni.

## Trama
Estate 1942: le truppe italotedesche guidate da Rommel avanzano in Africa, costringendo alla ritirata l'8ª armata britannica. Succeduto ad Auchinleck, quando questi era riuscito a bloccare i tedeschi davanti a El Alamein, Montgomery attende il momento favorevole per la controffensiva.
I due fratelli Claudio e Giorgio Borri sono sul posto. Il primo è un maresciallo dei Bersaglieri motociclisti, affabile e moderato; il secondo è invece un tenente della Divisione Folgore. I due si incontrano per caso al fronte e collaborano fino alla morte di Giorgio e alla resa di Claudio agli inglesi di Bernard Law Montgomery, i quali concedono ai folgorini superstiti l'onore delle armi.